# Конев, Михаил Юрьевич
Михаи́л Ю́рьевич Ко́нев (латыш. Mihails Koņevs; 1 июля 1963, Рига) — советский футболист и латвийский футбольный тренер.

## Биография

### Карьера игрока
Начал заниматься футболом в 10 лет, первый тренер — Ольгерт Бирзгалис. 
В футбол Михаил Конев начал играть под руководством Яниса Скределиса. В 1980 году он в рядах рижской команды «Прогресс» стал серебряным призёром чемпионата Латвийской ССР, а на следующий год, по приглашению Скределиса, перешёл в рижскую «Даугаву».

### Карьера тренера
Тренировать Михаил Конев начинал в спортивном обществе «Трудовые резервы», впоследствии был тренером разных юношеских команд «Сконто».
В 2005 году Михаил Конев был главным тренером юношеской сборной Латвии до 19 лет, а также «Сконто-2», с которым в этом году выиграл Первую лигу. В начале 2006 года он был назначен на пост главного тренера «Олимпа», и в этот раз клуб под его руководством занял 1-е место в Первой лиге, вернув место в Высшей лиге.
2 мая 2007 года Михаил Конев был назначен на пост главного тренера юношеской сборной Латвии до 20 лет, которой он руководил вплоть до конца 2008 года.
В августе 2008 года главным тренером «Олимпа» был назначен голландский специалист Антон Йоре, а Михаил Конев стал его ассистентом. Летом 2009 года Михаил Конев временно выполнял функции главного тренера «Сконто-2», тем самым замещая временно уехавшего за границу Владимира Бешкарева.
В начале 2010 года Михаил Конев стал главным тренером клуба «Гулбене 2005», которая перед началом сезона претерпела значительные изменения. По итогу сезона «Гулбене» не только заняла 1-е место в Первой лиге, пробившись в Высшую лигу, но также установила новый рекорд лиги, выиграв 21 матч из 22, а 1 матч сыграв вничью.
В начале 2013 года возглавил «Юрмалу».

## Достижения

### Как игрок
- Серебряный призёр чемпионата Латвийской ССР: 1980.

### Как тренер
- Победитель Первой лиги Латвии (3): 2005, 2006, 2010.